# 珀維斯角
珀維斯角（英語：Cape Purvis），是南極洲的海岬，位於葛拉漢地的鄧迪島南端，屬於茹安維爾群島的一部分，在1842年12月由詹姆斯·克拉克·羅斯命名，現時由南極條約體系管理。